# 进化之地2
《进化之地2：连续时空混乱的轻微病例》是一款2015年的電子角色扮演遊戲，由法国波尔多游戏公司Shiro Games制作并发行，是2013年游戏《进化之地》的续作。该游戏吸取了许多游戏史上著名游戏的游戏风格。2015年，《进化之地2》在欧洲独立游戏节中获得创新奖。